# Marcus Simplicinius Genialis
Marcus Simplicinius Genialis est un officier militaire romain du IIIe siècle.
Il est connu par une inscription retrouvée près de la ville d'Augsbourg en 1992 (AE 1993, 1231). Elle célèbre sa victoire en tant que gouverneur de Rhétie (uir perfectissimus, chevalier romain, nommé sans doute par Gallien) sur un groupe de Juthunges lors d'un raid les 24-25 avril de l'année 260, et dédiée en septembre de cette même année à Postume, montrant qu'il avait donc reconnu l'empire des Gaules constitué pendant l'été, au moins dans les premiers temps.